# Simulium dehnei
Simulium dehnei är en tvåvingeart som beskrevs av William D. Field 1969. Simulium dehnei ingår i släktet Simulium och familjen knott.
Artens utbredningsområde är Panama. Inga underarter finns listade i Catalogue of Life.